# Christy Moore

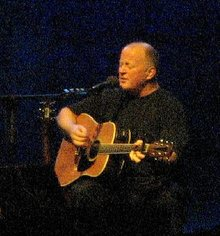
Christy Moore

Christy Moore (* 7. Mai 1945 in Newbridge, County Kildare) ist ein irischer Sänger, Musiker und Songschreiber.

## Musikalische Entwicklung
Christy Moore wurde 1945 in Newbridge, westlich von Dublin, geboren. Mit seinem Schulfreund Dónal Lunny gründete er die Band Rakes of Kildare. Er machte eine Banklehre und ging schließlich 1966 nach England, wo er sich in der Londoner Pub- und Musikerszene durchschlug und zahlreiche irische Musiker kennenlernte. 1969 brachte er seine erste Solo-Platte, Paddy on the Road, heraus, 1971 kehrte er nach Irland zurück. Er traf den Sänger John Reilly und lernte zahlreiche Lieder von ihm. Moore nahm das Album Prosperous auf. Mit einigen Musikern, die an diesem Album beteiligt waren, unter anderem Lunny und Andy Irvine, gründete er die Band Planxty, eine der erfolgreichsten Irish-Folk-Formationen der 1970er Jahre. Diese löste sich 1975 zugunsten von Soloprojekten auf, um ab 1979 sowie um 2004 nochmals kurzzeitig zusammen aufzutreten.
Im Laufe der 1970er und 1980er Jahre nahm Christy Moore eine große Anzahl Platten auf. Verantwortlich für die Erfolge und Höhepunkte waren neben Moore bekannte Musiker der irischen Folkszene wie Andy Irvine, Dónal Lunny, Jimmy Faulkner und Liam Óg O’Flynn. Neben den eigenen Projekten war Moore immer wieder mit anderen Bands auf Tournee und im Studio, vor allem den von ihm mitgegründeten Planxty und, in den frühen 1980er Jahren, den rockigeren Moving Hearts.
In den 1990er und frühen 2000er Jahren war es um ihn zeitweise recht still, vor allem aus gesundheitlichen Gründen. Dennoch entstanden weiterhin neue Alben.
Christy Moores Bruder, Barry Moore, ist ebenfalls Sänger und unter dem Namen Luka Bloom bekannt.

## Diskografie

### Alben
| Jahr | Titel                              | Höchstplatzierung, Gesamtwochen, AuszeichnungChartplatzierungen (Jahr, Titel, Platzierungen, Wochen, Auszeichnungen, Anmerkungen) | Höchstplatzierung, Gesamtwochen, AuszeichnungChartplatzierungen (Jahr, Titel, Platzierungen, Wochen, Auszeichnungen, Anmerkungen) | Anmerkungen |
| Jahr | Titel                              | IE | UK | Anmerkungen |
| ---- | ---------------------------------- | --- | --- | --- |
| 1984 | Ride On                            | IE?IE | UK— SilberUK | Chartdaten in IE vor 2000 nicht vollständig verfügbar                                                                                        |
| 1986 | The Spirit of Freedom              | IE?IE | — | Chartdaten in IE vor 2000 nicht vollständig verfügbar                                                                                        |
| 1991 | Smoke and Strong Whiskey           | IE?IE | UK49 (3 Wo.)UK | Chartdaten in IE vor 2000 nicht vollständig verfügbar                                                                                        |
| 1991 | The Christy Moore Collection 81-91 | IE? (… Wo.)IE | UK69 Silber · (1 Wo.)UK | Chartdaten in IE vor 2000 nicht vollständig verfügbar, ab 2000 mehr als 600 Wochen in den Charts                                             |
| 1993 | King Puck                          | IE2IE | UK66 (2 Wo.)UK | Chartdaten in IE vor 2000 nicht vollständig verfügbar                                                                                        |
| 1994 | Live at the Point                  | IE1IE | UK95 Silber · (1 Wo.)UK | live aufgenommen im Point Theatre in Dublin Chartdaten in IE vor 2000 nicht vollständig verfügbar, ab 2000 mehr als 300 Wochen in den Charts |
| 1996 | Graffiti Tongue                    | IE2 ×3DreifachplatinIE | UK35 (3 Wo.)UK | Chartdaten in IE vor 2000 nicht vollständig verfügbar                                                                                        |
| 1999 | Traveller                          | IE1IE | — | Chartdaten in IE vor 2000 nicht vollständig verfügbar                                                                                        |
| 2001 | This Is the Day                    | IE1 (36 Wo.)IE | — | |
| 2002 | Live at Vicar Street               | IE1 (43 Wo.)IE | — | |
| 2004 | The Box Set 1964–2004              | IE2 (23 Wo.)IE | — | |
| 2005 | Burning Times                      | IE3 ×2Doppelplatin · (14 Wo.)IE                                                                                                   | — | |
| 2006 | Live at the Point 2006             | IE1 ×2Doppelplatin · (26 Wo.)IE                                                                                                   | — | |
| 2009 | Listen                             | IE1 Platin · (16 Wo.)IE | UK51 (2 Wo.)UK | |
| 2011 | Folk Tale                          | IE3 Gold · (15 Wo.)IE | — | |
| 2013 | Where I Come From                  | IE3 Gold · (15 Wo.)IE | — | |
| 2016 | Lily                               | IE3 (17 Wo.)IE | — | |
| 2017 | On the Road                        | IE1 (105 Wo.)IE | — | Erstveröffentlichung: 17. November 2017 |
| 2019 | Magic Nights                       | IE2 (14 Wo.)IE | — | |
| 2019 | Magic Nights on the Road           | IE9 (6 Wo.)IE | — | Erstveröffentlichung: 22. November 2019 |
| 2020 | Prosperous                         | IE84 (1 Wo.)IE | — | Erstveröffentlichung: 1972 |
| 2020 | The Early Years – 1969–81          | IE4 (19 Wo.)IE | — | Erstveröffentlichung: 13. November 2020 |
| 2021 | Flying into Mystery                | IE2 (7 Wo.)IE | — | Erstveröffentlichung: 19. November 2021 |
| 2024 | Terrible Beauty                    | IE1 (… Wo.)IE | — | Erstveröffentlichung: 1. November 2024 |

grau schraffiert: keine Chartdaten aus diesem Jahr verfügbar
Weitere Alben
- Paddy on the Road (1969)
- Prosperous (1972)
- Whatever Tickles Your Fancy (1975)
- Christy Moore (1976)
- Christy Moore Folk Collection (1973–1978) (1978)
- The Iron Behind the Velvet (1978)
- Live in Dublin (1978)
- Christy Moore and Friends (1981)
- The Time Has Come (1983)
- Ordinary Man (1985)
- Unfinished Revolution (1987)
- Christy Moore (1988)
- Voyage (1989)
- The Christy Moore Collection Part 2 (1997)
- Fairytale of New York (High Hopes Choir feat. Christy Moore, 2015)
- Quiet Desperation (High Hopes Choir feat. Christy Moore, 2015)

### Singles
| Jahr | Titel Album                                   | Höchstplatzierung, Gesamtwochen, AuszeichnungChartsChartplatzierungen (Jahr, Titel, Album, Platzierungen, Wochen, Auszeichnungen, Anmerkungen) | Anmerkungen                          |
| Jahr | Titel Album                                   | IE | Anmerkungen                          |
| ---- | --------------------------------------------- | --- | ------------------------------------ |
| 1982 | The Time Has Come                             | IE16 (4 Wo.)IE |                                      |
| 1983 | Don’t Forget Your Shovel The Time Has Come    | IE5 (7 Wo.)IE |                                      |
| 1983 | The Knock Song The Time Has Come              | IE10 (6 Wo.)IE |                                      |
| 1984 | Ride On                                       | IE5 (9 Wo.)IE |                                      |
| 1984 | Lisdoonvarna Ride On                          | IE5 (7 Wo.)IE |                                      |
| 1984 | Back Home in Derry Ride On                    | IE17 (2 Wo.)IE |                                      |
| 1985 | Delirium Tremens Ordinary Man                 | IE6 (4 Wo.)IE |                                      |
| 1985 | Ordinary Man                                  | IE23 (3 Wo.)IE |                                      |
| 1986 | Sweet Music Roll On Ordinary Man              | IE22 (2 Wo.)IE |                                      |
| 1986 | Make It Work –                                | IE1 (3 Wo.)IE | mit Paul Doran und der Self Aid Band |
| 1986 | Reel in the Flickering Light Ordinary Man     | IE13 (3 Wo.)IE |                                      |
| 1987 | Biko Drum Unfinished Revolution               | IE13 (3 Wo.)IE |                                      |
| 1987 | Messenger Boy Unfinished Revolution           | IE17 (2 Wo.)IE |                                      |
| 1988 | Natives Unfinished Revolution                 | IE8 (4 Wo.)IE |                                      |
| 1989 | The Voyage Voyage                             | IE2 (11 Wo.)IE |                                      |
| 1989 | Missing You Voyage                            | IE12 (2 Wo.)IE |                                      |
| 1990 | Welcome to the Cabaret Smoke & Strong Whiskey | IE4 (5 Wo.)IE |                                      |
| 1991 | Encore Smoke & Strong Whiskey                 | IE14 (2 Wo.)IE |                                      |
| 1995 | North and South of the River Graffiti Tongue  | IE12 (8 Wo.)IE | mit Bono & The Edge                  |
| 2004 | Lonely Soldier –                              | IE4 (10 Wo.)IE | mit Damien Rice                      |
| 2009 | The Ballad of Ruby Walsh Listen               | IE25 (2 Wo.)IE |                                      |
| 2012 | Joxer Goes to Stuttgart Where I Come From     | IE32 (4 Wo.)IE |                                      |
| 2013 | Black Is the Colour –                         | IE47 (2 Wo.)IE |                                      |
| 2015 | Fairytale of New York On The Road             | IE54 (2 Wo.)IE | mit dem High Hopes Choir             |
| 2015 | Quiet Desperatione On The Road                | IE82 (1 Wo.)IE | mit dem High Hopes Choir             |

### Videoalben
- Live at Barrowland Glasgow (mit Declan Sinnott, 2009, IE: Gold)